# Chrysolina borochorensis
Chrysolina borochorensis é uma espécie de artrópode pertencente à família Chrysomelidae.